# Porrhomma corsicum
Porrhomma corsicum är en spindelart som beskrevs av Simon 1910. Porrhomma corsicum ingår i släktet Porrhomma och familjen täckvävarspindlar. Inga underarter finns listade i Catalogue of Life.